# Iglesia de Nuestra Señora de la Asunción (Porcuna)
La iglesia de Nuestra Señora de la Asunción es un templo católico ubicado en la localidad española de Porcuna, en la provincia de Jaén, Andalucía.

## Historia
Gracias a los grabados de Joris Hoefnagel incluidos en el Civitates Orbis Terrarum, se conoce que existía un templo gótico en este lugar. En 1872 Porcuna se hallaba sin iglesia parroquial debido al derrumbamiento parcial de su estructura, trasladándose a la iglesia de San Francisco. Unos años más tarde, en 1888, se consiguió que el arquitecto provincial Justino Flórez presentara su proyecto de construcción con un presupuesto de 206.563 pesetas. Se preservó del antiguo templo el cuerpo bajo de la torre gótica y la sacristía manierista. El arquitecto quiso representar un estilo ecléctico, predominando el neorrománico y neobizantino. Las obras fueron realizadas entre los años 1903 y 1910.

### Murales de Julio Romero de Torres

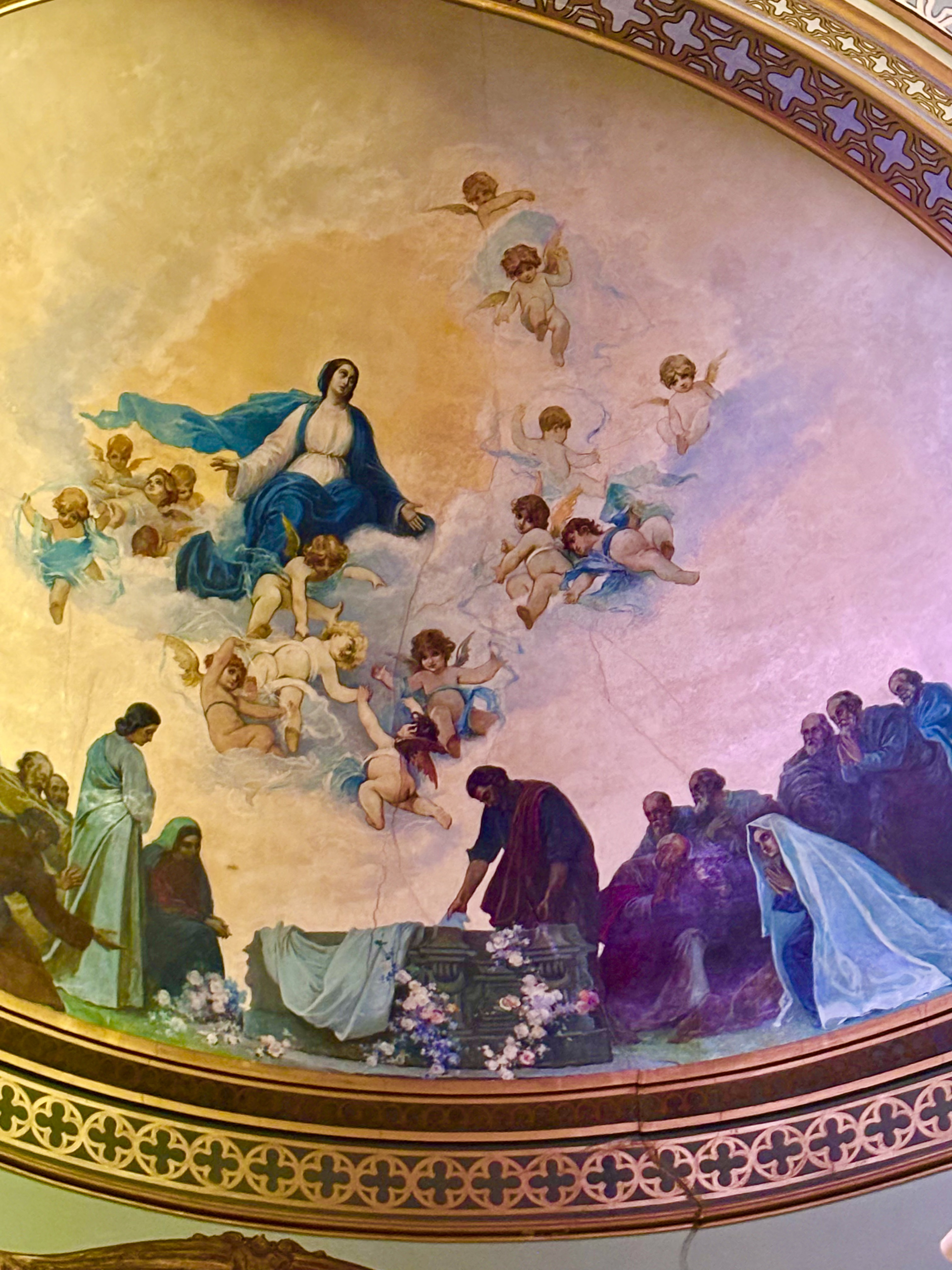
La Asunción de María en el ábside del altar de Julio Romero de Torres.

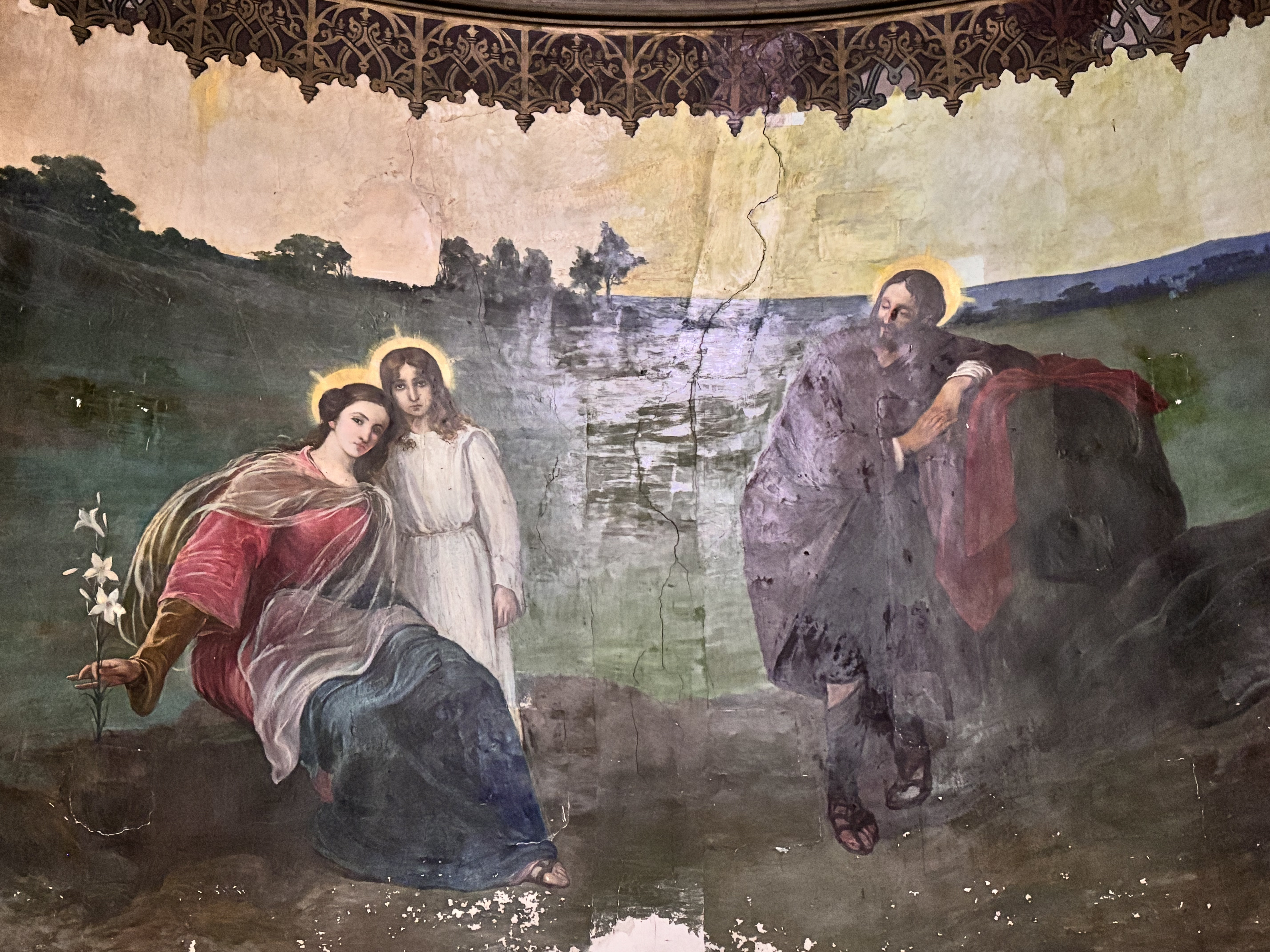
La Sagrada Familia pintada en una capilla lateral por Julio Romero de Torres.

Una vez se concluyó la obra, se contrató al pintor cordobés Julio Romero de Torres para pintar la bóveda del ábside con la Asunción de María. Se alojó con la familia Gallo, quienes le regalaron su célebre galgo Pacheco, que apareció en numerosos óleos. El párroco resultó complacido y le encargó la decoración de las dos capillas del crucero, realizando, de manera más personal, la Última Cena y la Sagrada Familia. Sin embargo, estos toques personales chocaron con la sociedad conservadora y fueron ocultados con retablos. Durante la Guerra civil española las pinturas se salvaron gracias a que el vecino Andrés Cabeza las ocultó con pigmentos y cola. Tras la contienda se volvieron a ocultar con retablos, y no sería hasta 1974 cuando se retiraron definitivamente para dejarlas al descubierto, aunque dañadas con orificios para colocar los retablos. Fueron restauradas por el hijo del pintor, Rafael Romero de Torres, aunque parece ser que con resultado no muy satisfactorio. Otras obras del artista son los óleos de los cuatro evangelistas de las pechinas y un lienzo de San Juan Bautista ubicado en el crucero. El Ayuntamiento de Porcuna pretende que estas obras sean declaradas bien de interés cultural.